# Mistrovství světa v ledním hokeji žen 2026
Mistrovství světa v ledním hokeji žen 2026 bude 25. ročník mistrovství světa v ledním hokeji žen, pořádaný Mezinárodní hokejovou federací (IIHF), který se bude konat v Kanadě (místo a čas konání budou upřesněny později).
Poprvé od roku 2011 nebudou vytvořeny dvě nerovnoměrně silné skupiny, ale budou nalosovány dvě podobně silné skupiny.

## Účastníci (způsob kvalifikace)
- Česko (4. místo na MS žen 2025)
- Dánsko (2. místo na MS žen IA 2025)
- Finsko (3. místo na MS žen 2025)
- Japonsko (7. místo na MS žen 2025)
- Německo (8. místo na MS žen 2025)
- Rakousko (1. místo na MS žen IA 2025)
- USA (1. místo na MS žen 2025)
- Švédsko (6. místo na MS žen 2025)
- Švýcarsko (5. místo na MS žen 2025)